# Coatesville (Pensilvania)
Coatesville es una ciudad ubicada en el condado de Chester en el estado estadounidense de Pensilvania. En el año 2020 tenía una población de 13 350 habitantes y una densidad poblacional de 2790,82 personas por km².

## Geografía
Coatesville se encuentra ubicada en las coordenadas 39°59′1″N 75°49′0″O / 39.98361, -75.81667.

## Demografía
Según la Oficina del Censo en 2000 los ingresos medios por hogar en la localidad eran de $29 912 y los ingresos medios por familia eran $36 375. Los hombres tenían unos ingresos medios de $31 782 frente a los $24 774 para las mujeres. La renta per cápita para la localidad era de $14 079. Alrededor del 22,1% de la población estaba por debajo del umbral de pobreza.

## Educación
El Distrito Escolar del Área de Coatesville gestiona escuelas públicas.